# Rhacophorus verrucopus
Rhacophorus verrucopus är en groddjursart som beskrevs av Huang 1983. Rhacophorus verrucopus ingår i släktet Rhacophorus och familjen trädgrodor. IUCN kategoriserar arten globalt som otillräckligt studerad. Inga underarter finns listade i Catalogue of Life.